# Prior Peak
Prior Peak är en bergstopp i Kanada.   Den ligger i provinsen Alberta, i den centrala delen av landet, 3 100 km väster om huvudstaden Ottawa. Toppen på Prior Peak är 3 273 meter över havet.
Terrängen runt Prior Peak är bergig västerut, men österut är den kuperad.Trakten runt Prior Peak är nära nog obefolkad, med mindre än två invånare per kvadratkilometer.. Det finns inga samhällen i närheten. 
Trakten runt Prior Peak är permanent täckt av is och snö.